# Paul van Zeeland

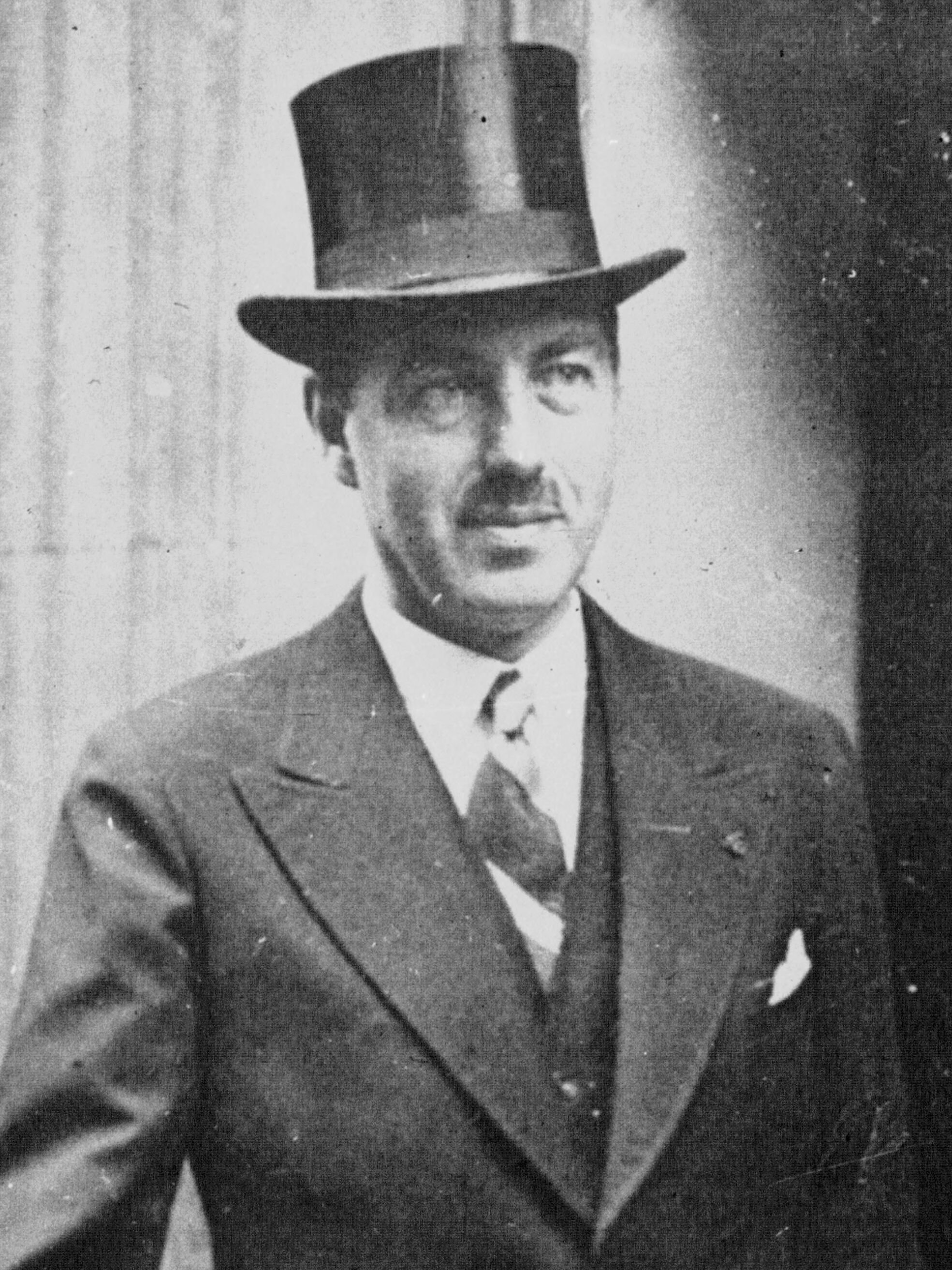
Paul van Zeeland (1937)

Paul Guillaume van Zeeland (* 11. November 1893 in Soignies; † 22. September 1973 in Brüssel) war ein belgischer Politiker.
Er  gehörte zunächst der katholischen Staatspartei, seit 1945 der  Christlichen Volkspartei an. Vom 25. März 1935 bis zum 24. November 1937 war er Premierminister, von 1935 bis 1936 auch Außenminister unter König Leopold III. 1941 wurde er als Mitarbeiter der belgischen Exilregierung in London unter Premierminister Hubert Pierlot Vorsitzender der belgischen Kommission für Nachkriegsfragen und 1944 der Kommission für Repatriierung. Von 1949 bis 1954 war er erneut belgischer Außenminister. 
Van Zeeland erarbeitete mit Louis de Brouckère ein Konzept für eine westeuropäische Wirtschafts- und Währungsunion, das maßgeblich zur Gründung der Zollunion der Benelux-Staaten am 5. September 1944 beitrug.
1952 wurde er als auswärtiges Mitglied in die Académie des Beaux-Arts aufgenommen.